# Bahnou Diarra
Seydina Bahnou Diarra (Bruxelles, 1º aprile 1994) è un calciatore belga, centrocampista svincolato.

## Carriera
Nella stagione 2013-2014 ha giocato in Eredivisie con il N.E.C.; successivamente ha anche giocato nella prima divisione bulgara con il Vereja.

## Palmarès

### Club

#### Competizioni nazionali
- Eerste Divisie: 1

N.E.C.: 2014-2015